# Björnavattnet
Björnavattnet är en sjö i Örnsköldsviks kommun i Ångermanland och ingår i Ångermanälvens huvudavrinningsområde. Sjön har en area på 0,241 kvadratkilometer och ligger 314,3 meter över havet. Sjön avvattnas av vattendraget Kvarnån.

## Delavrinningsområde
Björnavattnet ingår i det delavrinningsområde (704409-157491) som SMHI kallar för Utloppet av Björnavattnet. Medelhöjden är 345 meter över havet och ytan är 1,65 kvadratkilometer. Räknas de 2 avrinningsområdena uppströms in blir den ackumulerade arean 14,69 kvadratkilometer. Kvarnån som avvattnar avrinningsområdet har biflödesordning 3, vilket innebär att vattnet flödar genom totalt 3 vattendrag innan det når havet efter 164 kilometer. Avrinningsområdet består mestadels av skog (85 procent). Avrinningsområdet har 0,24 kvadratkilometer vattenytor vilket ger det en sjöprocent på 14,6 procent.